# 2570 Porphyro
2570 Porphyro (1980 PG) là một tiểu hành tinh vành đai chính được phát hiện ngày 6 tháng 8 năm 1980 bởi E. Bowell ở Flagstaff (AM).